# مذهب (فقه)

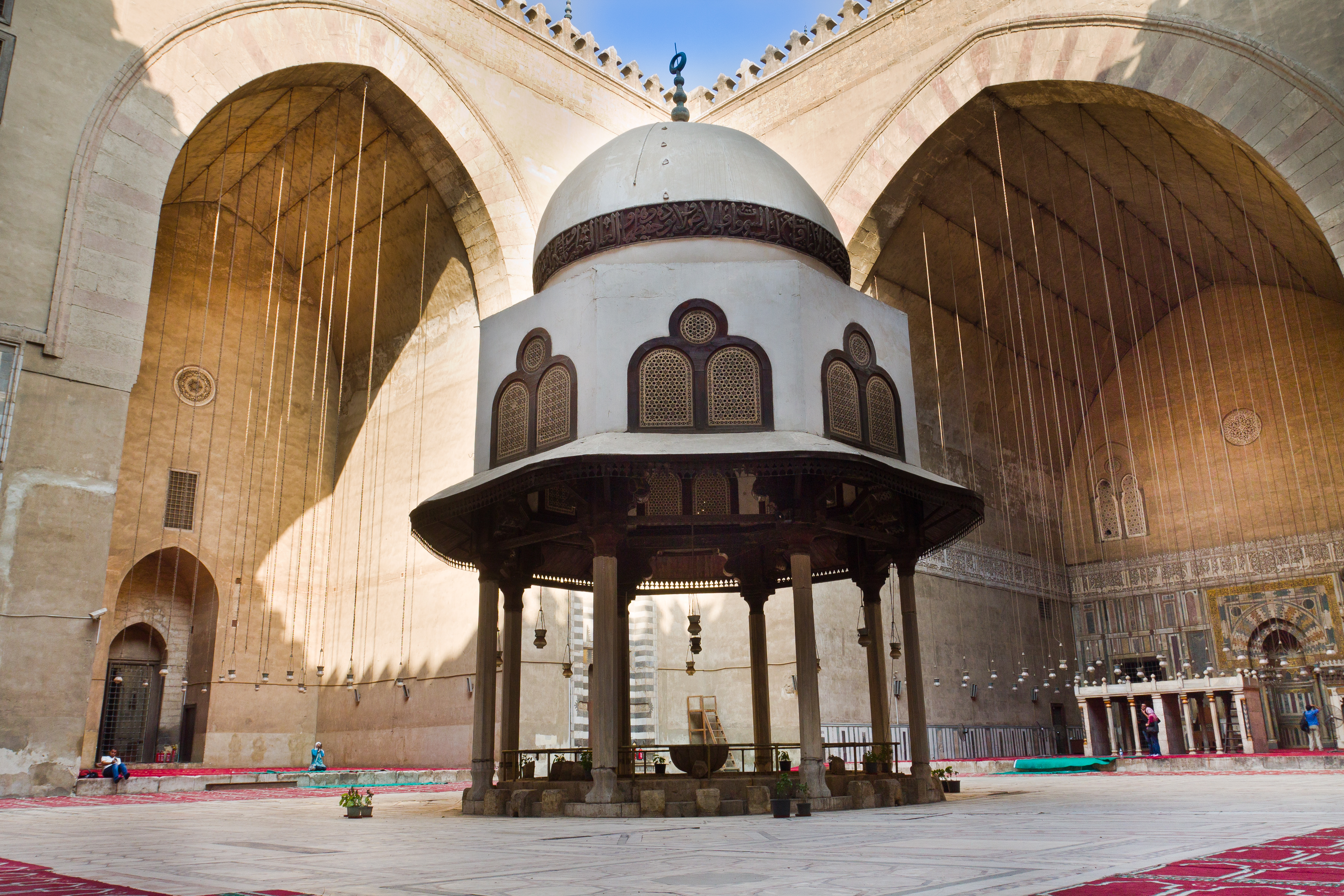
في مدرسة السلطان حسن بالقاهرة أربعة إيوانات، واحد لكل مذهب

المذاهب أو المدارس الفقهية في الإسلام ظهرت الأحكام الفقهية على يد النبي محمد، حيث كان يتنزَّل القرآن بالأحكام الشرعية، وكان النبي يُبيِّن هذه الأحكام للناس ويُفصِّلها ويُحدِّد شروطها، ويرسم الطريق القويم لكيفيتها وتنفيذها بقوله أو فعله أو تقريره (في المذاهب السُنيَّة)، ثمَّ بدأت تظهر المدارس الفقهيّة بسبب تطوُّر الحياة والحاجة لتبيان مختلف المسائل المُستجدَّة.

## المذاهب الفقهية الإسلامية
تقوم المذاهب الفقهية على استنباط الأحكام الشرعية من الأدلة الواردة في القرآن والسنة وفق قواعد وأصول فقهية محددة، ويمكن تسميتها مدارس فقهية لاتفاقها في العقيدة والأصول والشريعة ولكن قد تختلف قليلا في الأحكام المستنبطة في حال كانت ضُمن مذهب واحد. والمذاهب الفقهية التي انتشرت بشكل واسع عند المسلمين، والتي أصبحت رسمية في معظم كتبهم وهي تمثل الاجتهادات الفقهية للمذاهب وأشهرها مذاهب الائمة الأربعة من أهل السنة والجماعة، وهم حسب ترتيبهم التاريخي كالاتي:
- الإمام أبو حنيفة النعمان ومذهبه الحنفي. تأسس المذهب في بغداد، العراق.
- الإمام مالك بن أنس ومذهبه المالكي. تأسس المذهب في المدينة المنورة، الحجاز.
- الإمام محمد بن إدريس الشافعي ومذهبه الشافعي. تأسس المذهب في بغداد، العراق.
- الإمام أحمد بن حنبل ومذهبه الحنبلي. تأسس المذهب في بغداد، العراق.

المذهب الجعفري هو المذهب الفقهي الذي يتبعه أتباع المذهب الشيعي، وهو يشمل جميع التعاليم التي تلاها الرسول محمد والأئمة الاثنا عشر في فترة إمامتهم منذ 11 هـ لغاية 255 هـ.
تعتمدُ محاكم بعض الدول الإسلاميَّة على جميع هذه المذاهب في الأحكام القضائية والأحوال الشخصية.
كما توجد مذاهب أخرى موجودة على نطاق غير واسع:
- المذهب الزيدي: يُنسب إلى زيد بن علي بن الحسين (122هـ) وهو قريب جدًّا إلى فقه أهل السنّة. ينتشر هذا المذهب في اليمن.
- المذهب الإباضي: مؤسِّسه عبد الله بن إباض التميمي (86هـ) وينتشر في عمان وزنجبار وبعض مناطق شمال أفريقيا، ويعتمد على القرآن والسنة وإجماع الطائفة الإباضية والقياس.
- المذهب الظاهري: مؤسِّسه داود الظاهري (270هـ)، وقد نشر هذا المذهـب وأقامه علي بن حزم الأندلسي (456هـ) وانتشر المذهب في الأندلس وشمال أفريقيا، ثمّ انقرض أتباعه، ويحاول كثير من المعاصرين إحياءه والتمسّك به.

### المذاهب الأربعة
المذاهب الأربعة هي المذاهب الفقهية الكبرى الأكثر انتشارا واشتهارا في العالم الإسلامي، والتي حظيت بالاهتمام والتدوين والبحث والدراسة، وكان لها قبول واسع بين الناس وعملوا بها وتناقلوها منذ تأسيسها إلى وقتنا الحالي، وهي أشهر مذاهب أهل السنة والجماعة على الإطلاق، وإنما ظهر تخصيصها بالسنية؛ بسبب ظهور المذاهب المخالفة لجمهور أهل السنة والجماعة. وقد تلخص من مدرسة فقه الكوفة صياغة: المذهب الحنفي وأول من صاغه إمام المذهب: أبو حنيفة النعمان، وتلخص من مدرسة فقه المدينة صياغة المذهب المالكي وأول من صاغه إمام المذهب: مالك بن أنس، وتلخص المذهب الشافعي من مدرسة فقه مكة، ومؤسسه محمد بن إدريس الشافعي، أخذ عن مالك، وعن أصحاب أبي حنيفة، وعن غيرهم من فقهاء مكة والمدينة وغيرهم، وجمع بين مذهب أهل العراق وبين مذهب أهل الحجاز، واهتم باللغة وقواعدها، وصاغ علم أصول الفقه، وهو أول من صاغ المذهب الشافعي. وأخذ أحمد بن حنبل عن الشافعي، وتأثر بفقه سفيان الثوري واهتم بالحديث، وهو أول من صاغ المذهب الحنبلي.
- المذهب الحنفي نسبة إلى أبو حنيفة النعمان.

ترجع نسبة الحنفية إلى الإمام أبي حنيفة النعمان بن ثابت بن التيمي الكوفي، الذي ولد سنة 80 للهجرة وكان فقيها ورعا، عمل على مبدا القياس في مصادر الفقه والمقارنة بينها ومراجعة نصوص اسنادها ليزيد من معرفته في الشؤون الفقهية. ولقد طلبه المنصور ليسند إليه القضاء فرفضه خوفاً من أن يظلم أحد، فحبسه المنصور لرفضه وتوفى سنة 150 للهجرة.
- المذهب المالكي نسبة إلى مالك بن أنس. وينسب المذهب إلى أبي عبد الله مالك بن أنس بن أبي عامر الأصبحي، الذي ولد في المدينة سنة 93 للهجرة طلب العلم صغيرا فأخذ عن نافع مولى عبد الله بن عمر وغيره وتوفى في المدينة سنة 179 للهجرة ودفن بالبقيع.
- المذهب الشافعي نسبة إلى محمد بن إدريس الشافعي. ترجع نسبته إلى الإمام أبي عبد الله محمد بن إدريس القرشي الشافعي الذي كان يتيم الأب وولد سنة 150 للهجرة في غزة ثم عادت به أمه إلى مكة في عمر السنتين. توفى سنة 204 للهجرة وعمره أربع وخمسين سنة.
- المذهب الحنبلي نسبة إلى أحمد بن محمد بن حنبل. يرجع إلى الإمام أحمد بن محمد بن حنبل بن هلال الذهلي الشيباني، الذي ولد في العراق ببغداد سنة 164 للهجرة وتنقل بين الحجاز ودمشق واليمن، ونال قسطا من العلم الوفير والمعرفة وقد كان من أكبر تلاميذ الشافعي ببغداد ثم أصبح مجتهدا وقد برز على أقرانه بحفظ السنة النبوية والمسائل الفقهية عن استاذه وألف عنها في ذلك كتابه «المسند». توفى سنة 241 للهجرة وعمره سبعة وسبعون سنة.

ومع تعدد الأئمة إلا أنه لم يحصل اختلاف بين مذاهب أهل السنة في أمور الاعتقاد مثل (أصول الدين) وإنما كان اختلافهم في بعض الأحكام التشريعية، إما لعدم توفر دليل صريح من الكتاب والسنة، أو لضعف حديث بحيث لا تقوم بهِ حجة، أو لغيره من الأسباب.
| المذهب         | المؤسس                | تاريخ الميلاد  | تاريخ الوفاة   | العمر        | مكان الميلاد           |
| -------------- | --------------------- | -------------- | -------------- | ------------ | ---------------------- |
| المذهب الحنفي  | أبو حنيفة النعمان     | 80 هـ - 699 م  | 150 هـ - 767 م | 70 سنة هجرية | مدينة الكوفة في العراق |
| المذهب المالكي | مالك بن أنس           | 93 هـ - 711 م  | 179 هـ - 795 م | 86 سنة هجرية | المدينة المنورة        |
| المذهب الشافعي | محمد بن إدريس الشافعي | 150 هـ - 767 م | 204 هـ - 820 م | 54 سنة هجرية | مدينة غزة في فلسطين    |
| المذهب الحنبلي | أحمد بن حنبل          | 164 هـ - 780 م | 241 هـ - 855 م | 77 سنة هجرية | مدينة بغداد في العراق  |

### الظاهرية
المذهب الظاهري نسبة إلى مؤسسه داود بن علي الأصفهاني الظاهري، وجاء من بعده ابن حزم الأندلسي، ومن أهم كتب المذهب: المحلى بالآثار في الفقه، والإحكام في أصول الأحكام، في أصول الفقه. وتسميتهم بذلك؛ لأن أساس مذهبهم: العمل بظاهر القرآن والسنة، مادام لم يقم دليل على إرادة غير الظاهر، ثم عند عدم النص، يأخذ بالإجماع، بشرط أن يكون إجماع علماء الأمة قاطبة، وقد أخذ الظاهرية بإجماع الصحابة فقط، فإن لم يوجد النص أو الإجماع أخذوا بالاستصحاب. وقد أنكروا القياس وأبطلوا العمل به وجعلوا المدارك كلها منحصرة في النصوص والإجماع وردوا القياس الجلي والعلة المنصوصة إلى النص؛ لأن النص على العلة نص على الحكم في جميع محالها. كما أنهم لا يقبلون التقليد ولا العمل بالاستحسان وسد الذرائع وتعليل نصوص الأحكام بالاجتهاد. وقد انتشر هذا المذهب في الأندلس، وأخذ في الاضمحلال في القرن الخامس، ثم انقرض تماماً في القرن الثامن.

### الجعفرية
هو مذهب الشيعة الإمامية يُنسب إلى جعفر الصادق، لا يعتمدون في الفقه بعد القرآن إلا على الأحاديث التي رواها أئمة الشيعة من آل البيت، كما أنهم يرون فتح باب الاجتهاد، ويرفضون القياس غير المنصوص العلة، وينتشر هذا المذهب حاليا في إيران والعراق. وفقه الإمامية لا يختلف في الأمور المشهورة عن فقه أهل السنة إلا في سبع عشرة مسألة تقريباً، من أهمها إباحة نكاح المتعة، وإيجاب الإشهاد على الطلاق، وتحريم ذبيحة الكتابي وتحريم الزواج بالنصرانية أو اليهودية، وتقديم ابن العم الشقيق في الإرث على العم لأب، وعدم مشروعية المسح على الخفين، ومسح الرجلين في الوضوء، ويزيدون في أذانهم: «أشهد أن علياً ولي الله»، و«حي على خير العمل»، وتكرار جملة: «لا إله إلا الله».

### الزيدية
مذهب الزيدية هو مذهب فقهي شيعي يُنسب إلى زيد بن علي، ويعد مذهب الزيدية أقرب المذاهب الشيعية إلى مذهب أهل السنة، ويميل الفقه الزيدي إلى فقه أهل العراق وخصوصا فقه الحنفية، ولايختلف كثيراً في عهد ظهور الزيدية الأولى عن فقه أهل السنة، ويخالفون في مسائل معروفة منها: عدم مشروعية المسح على الخفين، وتحريم ذبيحة غير المسلم، وتحريم الزواج بالكتابيات، مستدلين بقوله تعالى: ﴿وَلَا تُمْسِكُوا بِعِصَمِ الْكَوَافِرِ﴾. ويزيدون في الأذان لفظ: «حي على خير العمل»، ويكبرون خمس تكبيرات في الجنازة، ويتفقون مع أهل السنة في تحريم زواج المتعة، فلا يجيزونه، وخالفوا الشيعة الإمامية القائلين بإباحة زواج المتعة. ويعتمدون في استنباط الأحكام على القرآن والحديث والاجتهاد بالرأي، والأخذ بالقياس والاستحسان والمصالح المرسلة والاستصحاب.

### مذاهب أخرى غير مشهورة أو مندثرة
هناك مذاهب فقهية أخرى غير المذاهب الأربعة، لكن لم تتوفر فيها كل المزايا التي توفرت في المذاهب الأربعة، ومن هذه المذاهب ما لم تستكمل صياغتها، أو لم تشتهر، ونقلت منها أقوال ضمن كتب المذاهب الأربعة. وظهرت مذاهب فقهية كثيرة، لكن هذه المذاهب انقرض ذكرها، واندرس أثرها، منها:
- الإمام عبد الرحمن بن عمرو بن يحمد الأوزاعي ومذهبه الأوزاعي تأسس المذهب في بلاد الشام.
- الإمام الليث بن سعد (مصر).
- الإمام عطاء بن أبي رباح (مكة المكرمة).
- الإمام مجاهد بن جبر (مكة المكرمة).
- الإمام سفيان الثوري (الكوفة).
- الإمام الحسن البصري (البصرة).
- الإمام عامر بن شراحيل الشعبي (الكوفة).
- الإمام إسحاق بن راهويه (خراسان).
- الإمام سفيان بن عيينة.
- الإمام محمد بن جرير الطبري.

## انتشار المذاهب في الدول الإسلامية

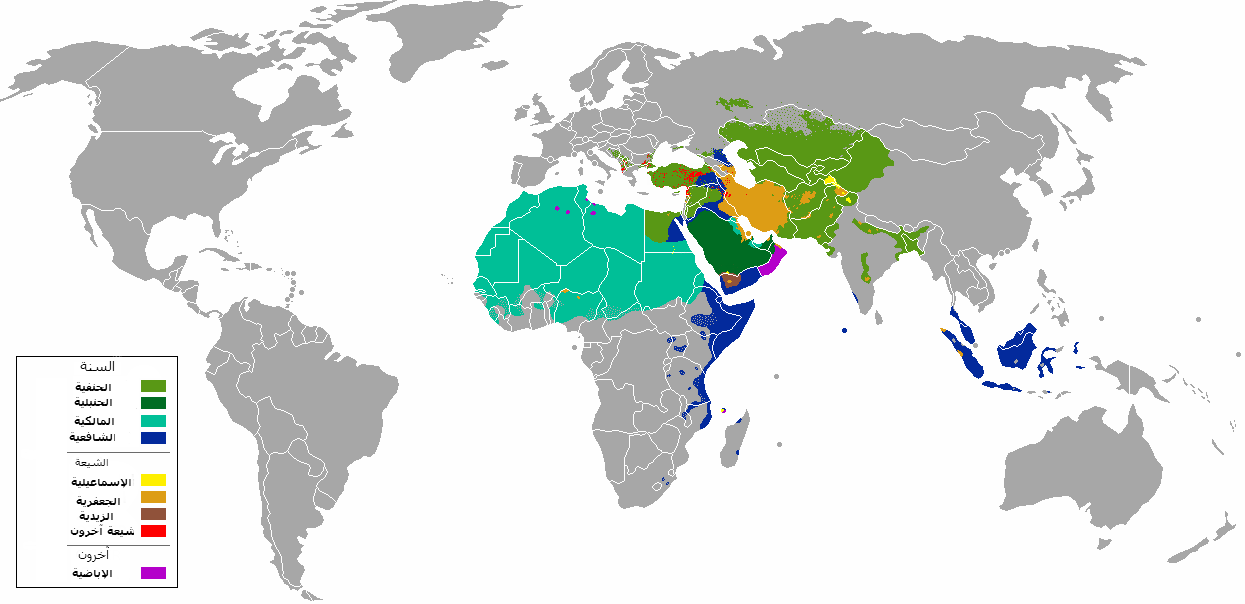
خريطة انتشار المذاهب الإسلامية

تنتشر جميع المذاهب في مختلف الدول الإسلامية، والمذاهب المُنتشرة بشكل كبير في هذه الدول هي:
- المالكي في عموم المغرب العربي وأفريقيا والسودان وصعيد مصر والإمارات العربية المتحدة والكويت ومسلمي فرنسا.
- الحنفي في شمال مصر ووسط أسيا وتركيا وأفغانستان وباكستان والهند ودول آسيا الوُسطى والبوسنة والبلقان وأكثر القوقاز.
- الشافعي في القرن الأفريقي وجنوب شرق آسيا والعراق واليمن والأكراد وبلاد الشام وداغستان وإندونيسيا وماليزيا وبعض بلاد الهند مثل مليبار.
- الحنبلي في السعودية والإمارات والكويت ومناطق في سلطنة عمان، وبقلة في دمشق والقدس.
- الجعفري في العراق والبحرين وشيعة الكويت وأذربيجان وإيران.
- الزيدي في اليمن.
- الإباضي في سلطنة عمان وجربة وواد ميزاب وجبل نفوسة والزنجبار .

## أمثلة
| المسألة/المذهب                                       | شافعي                                                                                          | حنفي                                                                                           | حنبلي | مالكي                                                                             | جعفري |
| ---------------------------------------------------- | ---------------------------------------------------------------------------------------------- | ---------------------------------------------------------------------------------------------- | --- | --------------------------------------------------------------------------------- | --- |
| ما يُحرَّم أكله من الحيوانات المائية والبرمائية         | لا يجوز أكل جميع الحيوانات البرمائية                                                           | لا يحل من الحيوانات البحرية إلا السمك                                                          | "كل ما يعيش في البر من دواب البحر، لا يحل بغير ذكاة كطير الماء، والسلحفاة، وكلب الماء، إلا مالا دم فيه كالسرطان، فإنه يباح في رأي أحمد بغير ذكاة؛ لأنه حيوان بحري يعيش في البر، وليس له دم سائل، فلاحاجة إلى ذبحه، خلافاً لما له دم، لا يباح بغير ذبح. والأصح كما في شرح المقنع لابن مفلح الحنبلي: أن السرطان لا يحل إلا بالذكاة.ولا يباح أكل الضفدع والتمساح.". | لا يجوز من الحيوان البحري سوى السمك.                                              | لا يجوز أكل أي حيوان مائي أو برمائي سوى السمك ذو الفلس والربيان. |
| الاستنباط                                            | لأنها من الخبائث، وللسمية في الحية، ولأن «النبي نهى عن قتل الضفدع» ولو حل أكله، لم ينه عن قتله | لأنها من الخبائث، وللسمية في الحية، ولأن «النبي نهى عن قتل الضفدع» ولو حل أكله، لم ينه عن قتله | ولا يباح أكل الضفدع؛ لأن النبي ـ فيما رواه النسائي ـ نهى عن قتله، فيدل ذلك على تحريمه. | تحريم الخبائث: هو ما نص عليه الشرع، فلا يحرم ما تستخبثه النفوس مما لم يرد فيه نص. | من الأحاديث الصحيحة عن أهل البيت |
| أكل ذبائح أهل الكتاب غير المذبوحة بالطريقة الإسلامية | لا يجوز إذا عُلم أنها ذبحت على غير الوجه الشرعي (مثل المصعوقة أو التي ضربت فماتت)،              | لا يجوز إذا عُلم أنها ذبحت على غير الوجه الشرعي (مثل المصعوقة أو التي ضربت فماتت)،              | لا يجوز إذا عُلم أنها ذبحت على غير الوجه الشرعي (مثل المصعوقة أو التي ضربت فماتت)، | لا يجوز إذا عُلم أنها ذبحت على غير الوجه الشرعي (مثل المصعوقة أو التي ضربت فماتت)، | لا يجوز. |
| الاستنباط                                            | شمول الذبائح في الآية «وَطَعَام الَّذينَ أوتوا الكتَابَ حلٌّ لَّكم وَطَعَامكم حلّ لَّهم»                         | شمول الذبائح في الآية «وَطَعَام الَّذينَ أوتوا الكتَابَ حلٌّ لَّكم وَطَعَامكم حلّ لَّهم»                         | شمول الذبائح في الآية «وَطَعَام الَّذينَ أوتوا الكتَابَ حلٌّ لَّكم وَطَعَامكم حلّ لَّهم» | شمول الذبائح في الآية «وَطَعَام الَّذينَ أوتوا الكتَابَ حلٌّ لَّكم وَطَعَامكم حلّ لَّهم»            | كون لفظة "طعام" تعني البر والشعير في لغة قريش، بالإضافة إلى الآيات «فَكُلُواْ مِمَّا ذُكِرَ اسْمُ اللّهِ عَلَيْهِ» و«وَلاَ تَأْكُلُواْ مِمَّا لَمْ يُذْكَرِ اسْمُ اللّهِ عَلَيْهِ وَإِنَّهُ لَفِسْقٌ»، وكذلك إضافة للروايات الصحيحة الدالة على حُرمتها، منها: «سأل رجل أبا عبد الله وأنا عنده، فقال له: الغنم يرسل فيها اليهودي والنصراني فيعرض فيها عارض فيذبح أتأكل ذبيحته؟ فقال أبو عبد الله: لا تدخل ثمنها مالك، ولا تأكلها، فإنَّما هو الاسم، ولا يؤمن إلا مسلم. فقال له الرجل: فما نصنع في قول الله تعالى: "اليَومَ أحلَّ لَكم الطَّيّبَات وَطَعَام الَّذينَ أوتوا الكتَابَ حلٌّ لَّكم...؟" فقال أبو عبد الله: كان أبي يقول إنما هي الحبوب». |